# Gahkom
Gahkom (persiska: گهكم, كَهكُم, گَهكان) är en ort i Iran.   Den ligger i provinsen Hormozgan, i den sydöstra delen av landet, 900 km söder om huvudstaden Teheran. Gahkom ligger 692 meter över havet och antalet invånare är 453.
Terrängen runt Gahkom är varierad. Runt Gahkom är det glesbefolkat, med 8 invånare per kvadratkilometer. Gahkom är det största samhället i trakten. Trakten runt Gahkom är ofruktbar med lite eller ingen växtlighet.